# Dickson Choto
Dickson Choto (Wedza, 19 marzo 1981) è un ex calciatore zimbabwese, nel ruolo di difensore.

## Palmarès
- Campionati polacchi: 2

Legia Varsavia: 2005/06, 2012/13
- Coppe di Polonia: 4

Legia Varsavia: 2007-2008, 2010-2011, 2011-2012, 2012-2013
- Supercoppe di Polonia: 1

Legia Varsavia: 2008